# Heydərabad (kommunhuvudort i Azerbajdzjan)
Heydərabad är en kommunhuvudort i Azerbajdzjan.   Den ligger i distriktet Nachitjevan, i den västra delen av landet, 400 km väster om huvudstaden Baku. Heydərabad ligger 817 meter över havet och antalet invånare är 1 771.
Terrängen runt Heydərabad är varierad. Runt Heydərabad är det ganska tätbefolkat, med 90 invånare per kvadratkilometer.. Närmaste större samhälle är Maxta, 17,1 km sydost om Heydərabad.
Trakten runt Heydərabad består i huvudsak av gräsmarker.